# Heaven and Hell (album d'Ava Max)
Pour les articles homonymes, voir Heaven and Hell.
Albums de Ava Max
Diamonds & Dancefloors
(2023)
Singles
1. Sweet but Psycho
Sortie : 17 août 2018
2. So Am I
Sortie : 7 mars 2019
3. Torn
Sortie : 19 août 2019
4. Salt
Sortie : 12 décembre 2019
5. Kings & Queens
Sortie : 12 mars 2020
6. Who's Laughing Now
Sortie : 30 juillet 2020
7. OMG What's Happening
Sortie : 3 septembre 2020
8. Naked (en)
Sortie : 18 septembre 2020
9. My Head & My Heart
Sortie : 19 novembre 2020

Heaven and Hell (typographié Heaven & Hell) est le premier album studio de la chanteuse américaine Ava Max. Il est sorti le 18 septembre 2020 sous le label Atlantic Records. Ava Max a enregistré l'album de décembre 2018 à 2020, sur lequel elle a collaboré avec des compositeurs, dont Cirkut, RedOne, Charlie Puth et Bonnie McKee. Musicalement, Heaven and Hell est un disque pop, dance-pop et électropop, qui est divisé en deux faces ; le premier contient des chansons rythmées, tandis que le second incorpore des mélodies plus sombres.
Heaven and Hell a reçu des critiques généralement favorables des critiques de musique, dont beaucoup ont loué la production optimiste et les capacités vocales d'Ava Max, mais ont critiqué les paroles et le manque d'originalité. L'album a culminé à la deuxième place du Albums Chart britannique, et au numéro 27 du Billboard 200 américain.
En fin 2020, neuf chansons de l'album ont été extraites en single : Sweet but Psycho, So Am I, Torn, Salt, Kings & Queens, Who's Laughing Now, OMG What's Happening, Naked et My Head & My Heart.

## Contexte et développement
Après la sortie de Sweet but Psycho en août 2018, Ava Max a fait des tournées à l'étranger pendant 30 à 40 jours avant de rentrer chez elle vers Noël la même année, où elle a commencé à écrire pour son premier album studio alors sans titre. En avril 2019, Ava Max a annoncé pour la première fois qu'elle sortirait l'album au cours de l'année, discutant dans une interview avec le magazine Billboard qu'« il y a d'autres pistes là-bas qui sont comme des jokers, et il y en a quelques-unes dans lesquelles je me sens vulnérable ». La chanteuse a enregistré plus d'une centaine de chansons pour Heaven & Hell, qu'elle a passé plusieurs mois à décider lesquelles inclure. L'album a été initialement terminé au début de 2019, mais a été retardé afin d'améliorer la liste de chansons en ajoutant plus de chansons et en en supprimant une.
En décembre 2019, Ava Max a laissé entendre que Heaven & Hell serait publié dans les mois à venir. Elle confirme qu'il était en cours de finalisation, mais a été retardé par la suite par la pandémie de Covid-19. Interrogée sur l'album par MTV News peu de temps après la sortie de Kings & Queens, elle a déclaré que les singles précédemment sortis à l'exception de Sweet but Psycho n'étaient pas inclus sur la liste des pistes. So Am I, Salt et Torn ont finalement fait la liste des chansons finale, qu'Ava Max a ajoutée en raison de la demande des fans. Elle a également décidé d'inclure la chanson d'introduction de l'album Heaven au début de 2020, tout en réarrangeant chaque piste sur Heaven & Hell en fonction de son instinct.

## Promotion

### Singles
Entre 2018 et 2020, quatre chansons sont sorties en single qui feront par la suite partie de l'album : Sweet but Psycho est sorti en tant que premier single le 17 août 2018. C'est également devenu la première chanson à succès Max, atteignant la première place des classements dans 22 pays et le top dix du Billboard Hot 100 américain,. So Am I est sorti le 7 mars 2019, qui a atteint la première place en Pologne et le top 10 dans 14 pays. Torn a été sorti le 19 août 2019, atteignant le top 10 en Lettonie, Pologne, Slovaquie et Slovénie. Salt est sorti en tant que quatrième single le 12 décembre 2019. La chanson est sortie officiellement après avoir reçu des chiffres de streaming élevés sur la plateforme musicale SoundCloud malgré l'absence de marketing ou de promotion préalable. Il a atteint première place du Top 100 polonais et a figuré dans le top 10 en Autriche, Finlande, Allemagne, Norvège, Russie, Ukraine et Suisse.
Kings & Queens est sorti le 12 mars 2020, qui a servi de cinquième single pour l'album. Il a atteint la première place du Top 100 polonais et a figuré dans le top 20 en Autriche, Finlande, Allemagne, Norvège, Suisse et Royaume-Uni. Who's Laughing Now est sorti le 30 juillet 2020, et a atteint la première place en Lituanie et en Macédoine du Nord, et s'est classé dans le top cinq en Finlande. Le septième single OMG What's Happening est sorti le 3 septembre 2020. Naked a été sorti avec la sortie de l'album le 18 septembre 2020. My Head & My Heart a été sorti en tant que neuvième single le 19 novembre 2020 et a été par la suite ajouté comme piste bonus sur l'album.

## Liste des pistes
| Heaven & Hell – édition standard | Heaven & Hell – édition standard | Heaven & Hell – édition standard | Heaven & Hell – édition standard | Heaven & Hell – édition standard | Heaven & Hell – édition standard | Heaven & Hell – édition standard | Heaven & Hell – édition standard | Heaven & Hell – édition standard | Heaven & Hell – édition standard |
| No                               | Titre                            | Auteur | Producteur(s)                    | Durée                            |                                  |                                  |                                  |                                  |                                  |
| -------------------------------- | -------------------------------- | --- | -------------------------------- | -------------------------------- | -------------------------------- | -------------------------------- | -------------------------------- | -------------------------------- | -------------------------------- |
| 1.                               | H.E.A.V.E.N                      | - Amanda Ava Koci - Henry Walter | Cirkut                           | 1:46                             |                                  |                                  |                                  |                                  |                                  |
| 2.                               | Kings & Queens                   | - Koci - Brett McLaughlin - Madison Love - Walter - Nadir Khayat - Desmond Child - Mimoza Blinson - Hillary Bernstein - Jakke Erixon | - Cirkut - RedOne                | 2:42                             |                                  |                                  |                                  |                                  |                                  |
| 3.                               | Naked                            | - Koci - Bonnie McKee - Jessica Malakouti - Walter - Parrish Warrington - Diederik van Elsas                                         | - Cirkut - Trackside             | 3:42                             |                                  |                                  |                                  |                                  |                                  |
| 4.                               | Tattoo                           | - Koci - Andreas Haukeland - Elof Loelv - Walter - Charles Puth Jr. - Jacob Kasher Hindlin                                           | Cirkut                           | 2:39                             |                                  |                                  |                                  |                                  |                                  |
| 5.                               | OMG What's Happening             | - Koci - Sorana Pacurar - Roland Spreckley - Henri Antero Salonen - Walter - Jason Gill                                              | - Cirkut - Hank Solo - Gill      | 2:59                             |                                  |                                  |                                  |                                  |                                  |
| 6.                               | Call Me Tonight                  | - Koci - Ebba Tove Nilsson - Jakob Jerlstrom - Johan Schuster - Love - Walter                                                        | - Cirkut - Shellback - A Strut   | 2:50                             |                                  |                                  |                                  |                                  |                                  |
| 7.                               | Born to the Night                | - Koci - Love - Spreckley - Walter - Thomas Eriksen - Peter Schilling                                                                | - Cirkut - Earwulf               | 3:19                             |                                  |                                  |                                  |                                  |                                  |
| 8.                               | Torn                             | - Koci - Samuel Denison Martin - James Lavigne - Eriksen - Love - Walter                                                             | Cirkut                           | 3:18                             |                                  |                                  |                                  |                                  |                                  |
| 9.                               | Take You to Hell                 | - Koci - Khristian Arenada - Love - Walter - Spreckley - Maria Jane Smith - Victor Thell                                             | Cirkut                           | 2:44                             |                                  |                                  |                                  |                                  |                                  |
| 10.                              | Who's Laughing Now               | - Koci - Jonnali Parmenius - Linus Wiklund - Måns Wredenberg - Love - Walter                                                         | - Cirkut - Lotus IV              | 3:00                             |                                  |                                  |                                  |                                  |                                  |
| 11.                              | Belladonna                       | - Koci - Loelv - Walter | Cirkut                           | 3:23                             |                                  |                                  |                                  |                                  |                                  |
| 12.                              | Rumors                           | - Koci - Pacurar - Jonas Becker - Timofei Crudu - Samuel John Gray - Fridolin Walcher - Christoph "Shuko" Bauss - Love - Walter      | - Cirkut - Freedo                | 3:12                             |                                  |                                  |                                  |                                  |                                  |
| 13.                              | So Am I                          | - Koci - Gigi Grombacher - Puth Jr. - Walter - Spreckley - Smith - Thell                                                             | Cirkut                           | 3:04                             |                                  |                                  |                                  |                                  |                                  |
| 14.                              | Salt                             | - Koci - Autumn Rowe - Nicole Morier - Love - Walter                                                                                 | Cirkut                           | 3:00                             |                                  |                                  |                                  |                                  |                                  |
| 15.                              | Sweet but Psycho                 | - Koci - Haukeland - William Lobban-Bean - Love - Walter                                                                             | Cirkut                           | 3:07                             |                                  |                                  |                                  |                                  |                                  |
| 44:45                            |                                  | |                                  |                                  |                                  |                                  |                                  |                                  |                                  |

| Heaven & Hell – réédition numérique | Heaven & Hell – réédition numérique | Heaven & Hell – réédition numérique                                                 | Heaven & Hell – réédition numérique | Heaven & Hell – réédition numérique | Heaven & Hell – réédition numérique | Heaven & Hell – réédition numérique | Heaven & Hell – réédition numérique | Heaven & Hell – réédition numérique | Heaven & Hell – réédition numérique |
| No                                  | Titre                               | Auteur                                                                              | Producteur(s)                       | Durée                               |                                     |                                     |                                     |                                     |                                     |
| ----------------------------------- | ----------------------------------- | ----------------------------------------------------------------------------------- | ----------------------------------- | ----------------------------------- | ----------------------------------- | ----------------------------------- | ----------------------------------- | ----------------------------------- | ----------------------------------- |
| 1.                                  | My Head & My Heart                  | - Koci - Walter - Love - Tia Scola - Eriksen - Aleksey Potekhin - Sergey Zhukov     | - Cirkut - Jonas Blue - Earwulf     | 2:54                                |                                     |                                     |                                     |                                     |                                     |
| 2.                                  | H.E.A.V.E.N                         | - Koci - Walter                                                                     | Cirkut                              | 1:46                                |                                     |                                     |                                     |                                     |                                     |
| 3.                                  | Kings & Queens                      | - Koci - McLaughlin - Love - Walter - Khayat - Child - Blinson - Bernstein - Erixon | - Cirkut - RedOne                   | 2:42                                |                                     |                                     |                                     |                                     |                                     |
| 4.                                  | Naked                               | - Koci - McKee - Malakouti - Walter - Warrington - van Elsas                        | - Cirkut - Trackside                | 3:42                                |                                     |                                     |                                     |                                     |                                     |
| 5.                                  | Tattoo                              | - Koci - Haukeland - Loelv - Walter - Puth Jr. - Hindlin                            | Cirkut                              | 2:39                                |                                     |                                     |                                     |                                     |                                     |
| 6.                                  | OMG What's Happening                | - Koci - Pacurar - Spreckley - Salonen - Walter - Gill                              | - Cirkut - Solo - Gill              | 2:59                                |                                     |                                     |                                     |                                     |                                     |
| 7.                                  | Call Me Tonight                     | - Koci - Nilsson - Jerlstrom - Schuster - Love - Walter                             | - Cirkut - Shellback - A Strut      | 2:50                                |                                     |                                     |                                     |                                     |                                     |
| 8.                                  | Born to the Night                   | - Koci - Love - Spreckley - Walter - Eriksen - Schilling                            | - Cirkut - Earwulf                  | 3:19                                |                                     |                                     |                                     |                                     |                                     |
| 9.                                  | Torn                                | - Koci - Martin - Lavigne - Eriksen - Love - Walter                                 | Cirkut                              | 3:18                                |                                     |                                     |                                     |                                     |                                     |
| 10.                                 | Take You to Hell                    | - Koci - Arenada - Love - Walter - Spreckley - Smith - Thell                        | Cirkut                              | 2:44                                |                                     |                                     |                                     |                                     |                                     |
| 11.                                 | Who's Laughing Now                  | - Koci - Parmenius - Wiklund - Wredenberg - Love - Walter                           | - Cirkut - Lotus IV                 | 3:00                                |                                     |                                     |                                     |                                     |                                     |
| 12.                                 | Belladonna                          | - Koci - Loelv - Walter                                                             | Cirkut                              | 3:23                                |                                     |                                     |                                     |                                     |                                     |
| 13.                                 | Rumors                              | - Koci - Pacurar - Becker - Crudu - Gray - Fridolin Walcher - Bauss - Love - Walter | - Cirkut - Freedo                   | 3:12                                |                                     |                                     |                                     |                                     |                                     |
| 14.                                 | So Am I                             | - Koci - Grombacher - Puth Jr. - Walter - Spreckley - Smith - Thell                 | Cirkut                              | 3:04                                |                                     |                                     |                                     |                                     |                                     |
| 15.                                 | Salt                                | - Koci - Rowe - Morier - Love - Walter                                              | Cirkut                              | 3:00                                |                                     |                                     |                                     |                                     |                                     |
| 16.                                 | Sweet but Psycho                    | - Koci - Haukeland - Lobban-Bean - Love - Walter                                    | Cirkut                              | 3:07                                |                                     |                                     |                                     |                                     |                                     |
| 47:39                               |                                     |                                                                                     |                                     |                                     |                                     |                                     |                                     |                                     |                                     |

## Classements et certifications
| Classement (2020)                  | Meilleure position |
| ---------------------------------- | ------------------ |
| Allemagne (Media Control AG)       | 7                  |
| Australie (ARIA)                   | 7                  |
| Autriche (Ö3 Austria Top 40)       | 6                  |
| Belgique (Flandre Ultratop)        | 7                  |
| Belgique (Wallonie Ultratop)       | 14                 |
| Canada (Canadian Albums)           | 16                 |
| Danemark (Tracklisten)             | 16                 |
| Écosse (OCC)                       | 4                  |
| Espagne (PROMUSICAE)               | 8                  |
| États-Unis (Billboard 200)         | 27                 |
| Finlande (Suomen virallinen lista) | 6                  |
| France (SNEP)                      | 14                 |
| Hongrie (Mahasz)                   | 2                  |
| Islande (Tónlistinn)               | 28                 |
| Irlande (IRMA)                     | 17                 |
| Italie (FIMI)                      | 28                 |
| Japon (Billboard Japan Hot Albums) | 20                 |
| Japon (Oricon)                     | 42                 |
| Lituanie (AGATA)                   | 10                 |
| Norvège (VG-lista)                 | 2                  |
| Nouvelle-Zélande (RIANZ)           | 20                 |
| Pays-Bas (Mega Album Top 100)      | 6                  |
| Pologne (ZPAV)                     | 25                 |
| Tchéquie (IFPI)                    | 5                  |
| Slovaquie (ČNS IFPI)               | 4                  |
| Suède (Sverigetopplistan)          | 7                  |
| Suisse (Schweizer Hitparade)       | 5                  |
| Royaume-Uni (UK Albums Chart)      | 2                  |

| Classement (2020)           | Position |
| --------------------------- | -------- |
| Belgique (Flandre Ultratop) | 140      |

### Certifications
| Région | Certification | Ventes/Streams |
| --- | ------------- | -------------- |
| Argentine (ACPVP) | Or            | 20 000x        |
| Autriche (IFPI) | Or            | 7 500x         |
| Brésil (ABPD) | Platine       | 40 000*        |
| Canada (Music Canada) | Platine       | 80 000^        |
| Danemark (IFPI) | Platine       | 20 000^        |
| Finlande (IFPI) | 3 × Platine   | 60 000         |
| France (SNEP) | Platine       | 100 000*       |
| Italie (FIMI) | Or            | 25 000*        |
| Norvège (IFPI) | 7 × Platine   | 30 000*        |
| Pologne (ZPAV) | 3 × Platine   | 20 000*        |
| Singapour (RIAS) | Platine       | 10 000*        |
| Royaume-Uni (BPI) | Or            | 100 000^       |
| États-Unis (RIAA) | Platine       | 1 000 000^     |
| *Ventes selon la certification ^Mise en rayon selon la certification xNon précisé par la certification ‡ventes/streaming selon la certification |               |                |

## Historique de sortie
| Région | Date              | Format(s)                                    | Label              | Réf.   |
| ------ | ----------------- | -------------------------------------------- | ------------------ | ------ |
| Divers | 18 septembre 2020 | - CD - cassette - téléchargement - streaming | Atlantic           | [ 15 ] |
| Europe | 18 décembre 2020  | LP                                           | Atlantic           | [ 59 ] |
| Japon  | 13 janvier 2021   | CD                                           | Warner Music Japan | [ 60 ] |
| Divers | 12 février 2021   | LP                                           | Atlantic           | [ 61 ] |